# Fromages Castello
Castello est une marque de fromages produits par Arla Foods, une coopérative laitière installée au Danemark.
Ses fromages sont commercialisés dans le monde entier sous le nom Castello. L´offre comprend des fromages à pâtes molles ou dures, des fromages à pâte persillée et des fromages crémeux.
Sur certains marchés, le nom de Blue Castello (Castello bleu) est utilisé pour désigner des fromages triple-crème à pâte persillée.

## Marché
- Québec (Canada)